# Palonegro nemzetközi repülőtér
A Palonegro nemzetközi repülőtér (spanyol nyelven: Aeropuerto Internacional de Palonegro) (IATA: BGA, ICAO: SKBG) egy nemzetközi repülőtér Kolumbiában Santander megye közelében. Éves utasforgalma 2 101 787 fő (2022). Üzemeltetője a Colombian Civil Aviation Authority.

## Légitársaságok és úticélok
2023-ban a Palonegro nemzetközi repülőtérről az alábbi járatok indulnak:
| Légitársaság    | Célállomások                                                                                    |
| --------------- | ----------------------------------------------------------------------------------------------- |
| Avianca         | Barranquilla, Bogotá, Cartagena, Medellin–JMC, Montería                                         |
| Copa Airlines   | Panama City–Tocumen                                                                             |
| EasyFly         | Arauca, Cali, Cartagena, Cúcuta, Medellín–JMC, Medellín–Olaya Herrera, Pereira, Saravena, Yopal |
| LATAM Colombia  | Bogotá                                                                                          |
| SATENA          | Saravena                                                                                        |
| Spirit Airlines | Fort Lauderdale                                                                                 |
| Wingo           | Bogotá                                                                                          |

## Forgalom
Az utasforgalom az elmúlt években az alábbi módon változott:
| Utasok száma | 525 805 | 619 406 | 733 908 | 1 279 499 | 1 373 373 | 1 706 958 | 1 839 969 | 1 623 405 | 634 720 | 2 101 787 |
|              | 2004    | 2006    | 2008    | 2010      | 2012      | 2014      | 2016      | 2018      | 2020    | 2022      |

## Kifutópályák
A repülőtér futópályái:
- 17/35 (2170 m, aszfalt)